# Litania (diktsamling)
Litania är en diktsamling av Werner Aspenström utgiven 1952. Tillsammans med Snölegend (1949) och Hundarna (1954) bildar den en trilogi. De tre samlingarna utgavs tillsammans i Dikter 1946-1954, som även innehåller några dikter från Skriket och tystnaden (1946).
Litania betyder klagovisa, men trots en elegisk grundton innehåller samlingen många humoristiska och lekfulla dikter, liksom koncentrerade och sinnliga naturdikter. Boken har fyra avdelningar. Den första anknyter till den föregående samlingen Snölegend och gestaltar känslor av distans, avskildhet och dödsmedvetenhet. Den andra innehåller korta dikter, ofta med naturmotiv, som den underfundiga och välkända Mätarlarven. Den tredje avdelningen präglas av poetisk självrannsakan och kritisk granskning av diktens möjligheter. Där finns även porträttdikter av fem svenska poeter, vilka har identifierats som Bo Setterlind, Karl Vennberg, Gunnar Ekelöf, Lars Englund och Artur Lundkvist. I den fjärde och avslutande avdelningen varieras ett undergångstema med mörka visioner, bland annat representerat av dikten Världsträdet.